# Conjunto independente

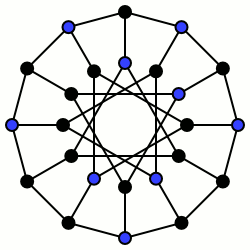
Os nove vértices azuis formam um conjunto independente do grafo acima

Na teoria dos grafos, um conjunto independente de um grafo {\displaystyle G} é um conjunto {\displaystyle S} de vértices de {\displaystyle G} tal que não existem dois vértices adjacentes contidos em S. Em outras palavras, se {\displaystyle a} e {\displaystyle b} são vértices quaisquer de um conjunto independente, não há aresta entre {\displaystyle a} e {\displaystyle b}.
Todo grafo tem ao menos um conjunto independente: o conjunto vazio. Um grafo pode ter vários conjuntos independentes distintos.
Se S é um conjunto independente de G e não existe um conjunto independente de G maior que S, diz-se que S é um conjunto independente máximo de G. O problema de, dado um grafo G, determinar se há um conjunto independente de tamanho k é um problema NP-completo.

## Definição
{\displaystyle V^{\prime }} é Conjunto independente de {\displaystyle G\Longleftrightarrow \forall u,v\in V^{\prime }:u\not =v\Rightarrow \left(u,v\right)\notin E}

### Características
As seguintes indicações são equivalentes:
- {\displaystyle V^{\prime }} é um conjunto independente de {\displaystyle G}
- {\displaystyle V\setminus {V^{\prime }}} é uma cobertura de vertices de {\displaystyle G}
- {\displaystyle \forall V^{\prime \prime }\subset V^{\prime }:V^{\prime \prime }} é um conjunto independente de {\displaystyle G}

## Ver
- Teoria dos grafos